# Sergentomyia bigtii
Sergentomyia bigtii är en tvåvingeart som först beskrevs av Manalang 1931.  Sergentomyia bigtii ingår i släktet Sergentomyia och familjen fjärilsmyggor.
Artens utbredningsområde är Filippinerna. Inga underarter finns listade i Catalogue of Life.